# Sagiri
El Sagiri (狭霧 neblina?) fue el decimosexto destructor de la Clase Fubuki. Sirvió en la Armada Imperial Japonesa durante la segunda guerra sino-japonesa y la Segunda Guerra Mundial.

## Historia
Perteneciente a la tercera serie de destructores Clase Fubuki, autorizada en 1927, su principal diferencia con las dos series anteriores era el armamento principal, que pese a permanecer invariable, estaba montado en torretas Modelo B, cuya principal diferencia era la capacidad de elevación hasta los 75°, ofreciendo por tanto capacidad antiaérea. Del mismo modo, se incrementó la capacidad de almacenaje de proyectiles, pasando de los 150 anteriores a 180 por cañón.
Entre 1935 y 1937, al igual que sus gemelos, experimentó mejoras para incrementar su estabilidad, que aumentaron su desplazamiento y resistencia y redujeron ligeramente su velocidad. La altura de su puente y chimeneas fue asimismo reducida, siguiendo los lecciones aprendidas en el Incidente Tomozuru.
Su papel en la Segunda Guerra Mundial fue realmente breve, pues tras escoltar al Chōkai entre el 4 y el 11 de diciembre, y formar parte de la escolta de la fuerza de invasión de Borneo el 16 del mismo mes, fue torpedeado y hundido cerca de Kuching por el submarino holandés K XVI, en la posición (1°34′N 110°21′E / 1.567, 110.350) el 24 de diciembre de 1941. Su gemelo Shirakumo y un dragaminas rescataron a la mitad de la tripulación, 120 hombres, incluyendo al capitán, Sugioka Koushichi.